# 이준경
이준경(李浚慶, 1499년 ~ 1572년)은 조선시대 중기의 문신, 서예가, 학자이다. 자(字)는 원길(原吉), 호는 동고(東皐)·남당(南堂)·홍련거사(紅蓮居士)·연방노인(蓮坊老人), 본관은 광주(廣州)이다. 영의정을 지냈으며, 선조 묘정에 종사 되었다.

## 이력
기묘사화 때 갇힌 죄없는 사람들을 석방할 것을 주장하다가 김안로의 미움을 받고 쫓겨났다. 명종의 고명대신으로 그의 유명을 받들어 하성군(훗날의 선조)을 옹립했다.
영의정의 자리에 있으면서도 늘 겸손하고 신중한 자세로 정사에 임하여 명재상으로 칭송받았다. 사림파의 급진적 개혁에 반대하였고, 신진 사림(훗날의 동인)과 기성 사림(훗날의 서인)의 분쟁을 조정하다가 신진사림의 정적(政敵)으로 지목되어 이이, 기대승 등의 공격을 받았다. 이이와 심하게 갈등하던 그는 이이의 인격을 의심하는 발언을 하여 그와 척을 지게 된다. 죽기 직전 붕당의 폐단이 나라의 혼란이 되리라는 유언을 올렸다가 이이의 공격을 받았으나, 유성룡 등이 그를 변호하여 처벌을 면했다.
이연경과 조광조의 문인이다. 시호는 충정(忠正)이다. 1591년(선조 24) 광국원종공신 1등에 특별히 추서되었다.

## 생애

### 생애 초기
할아버지는 이세좌이고, 아버지는 홍문관수찬 이수정(李守貞)이다. 할아버지 이세좌는 성종 때 승정원좌승지로 폐비 윤씨를 사사하라는 명을 받고 금부도사와 함께 사약을 들고 폐비 윤씨를 찾아가 사사를 목격했는데, 이때 그의 할머니는 우리 집안이 망하게 되었다면서 염려했다 한다. 이준경이 6세 때인 1504년(연산군 10년) 갑자사화로 할아버지 이세좌와 아버지 이수정이 사사되었다.

### 수학과 과거 급제
1504년 연산군 때 갑자사화가 일어나자 형 이윤경과 함께 괴산으로 유배되었으나, 1506년 중종 반정으로 풀려나왔다. 외가에서 성장했으며 16세 때부터 이연경과 조광조에게서 성리학을 배웠다. 이연경과 조광조는 김굉필의 제자로, 정몽주-길재-김숙자-김종직-김굉필, 정여창으로 이어지는 사림의 학맥을 계승한다.
그 뒤 중종 때 문과에 급제하여 부수찬이 되었으나, 중종 14년(1519년) 기묘사화 때 사림파를 옹호하여 죄없는 사람들을 석방할 것을 주장하다가 김안로에 의해 파직되었다. 이후 향리에 칩거하며 문밖 출입을 끊고 독서와 수양으로 성리학에 정진했다. 그 뒤 김안로가 사사된 후 복직되었다.

### 정치 활동

#### 사림 보호와 을사사화
홍문관직제학을 거쳐 당상관으로 승진하여 승정원승지, 형조참판 등을 거쳐 평안도관찰사로 나갔다가, 병조판서로 승진하여 되돌아왔고 대사헌, 한성부판윤, 형조판서, 지중추부사, 이조판서, 우찬성, 좌찬성 등 요직을 두루 거쳤다.
을사사화 당시 이언적과 함께 신진 사림파와 선비들을 보호하려 애썼으나 실패하였다. 대사헌으로 있던 1550년(명종 5년)에는 정적(政敵)이었던 이기의 탄핵으로 대윤 윤임의 일파로 몰려 충청도 보은에 유배되었다. 1551년 석방되어 지중추부사로 복귀했다.

#### 을묘왜변 토평
1553년(명종 8년) 함경도 도순변사로 출정하여 북방여진족의 반란을 진무했다. 1555년 호남에 왜구들이 쳐들어와 해안가의 군현이 함락되자, 전라도 도순찰사가 되어 을묘왜변을 진압하고 왜구를 격퇴시킨 공으로 영의정에까지 올랐다.
1555년(명종 10년) 5월 왜적이 해안가로 침략하여 장수를 죽이고 여러 고을이 함락됐다. 이때 좌우방어사를 나눠 보내고 그는 전라도도순찰사로 특별 임명되어 내륙 깊숙이 침입한 왜구 토벌을 지휘하게 했다. 그는 형 전주부윤 이윤경을 순변사로 추천하고 여러 장수를 거느리고 영암성에 파견했다. 왜적을 소탕하고 돌아와 의정부우찬성 겸 병조판서가 되었다. 이때 그는 남치근 등을 발탁, 추천하였다. 1558년 의정부우의정에 오른 이후 좌의정을 거쳐 1565년 영의정이 된다.

#### 영의정 재직과 만년
영의정이 되자 이량이 퇴출당하면서 국정을 주도하여, 척신 윤원형을 축출하는 한편 백관을 거느리고 입궐, 윤원형의 죄를 물어 사정을 끊고 정형하도록 청하자 명종이 3일만에 수락했다. 그러나 명종은 윤원형을 사형시키지는 않고 유배보내는 선에서 종결짓는다. 이어 조광조를 신원, 복권하여 문묘(文廟)에 종사할 것을 청하고, 심통원을 축출하였으며, 궐내 불당을 해체하고 불교 억압 정책과 소격서를 혁파를 실시하는 등 성리학적 이념에 기반한 정치가 정착되도록 노력했다.
명종이 자신의 후사를 언급하자 그는 이것은 남의 신하로서 감히 논의 할 일이 아니라며 물리쳤다. 영의정 재직 중 명종이 죽자 좌의정 심통원과 함께 왕의 임종을 지키며 고명대신으로 명종의 유지를 받들었는데, 심통원이 다른 뜻을 품고 하성군을 지지하지 않자, 그를 창고에 가둔 뒤 원상으로서 국사(國史)를 총괄했고, 왕의 유명을 받들어 선조를 옹립했다. 한편 선조 즉위 시 그는 새 왕은 명철하기는 하지만 그릇이 큰 인물은 아니다. 예의가 바르기는 해도 절대 겸손한 성품은 아니다 라는 평을 하였고, 이는 그대로 선조와 다른 이들의 귀에도 들어갔다.
그 후 나이가 많아 벼슬에서 물러났으나, 선조에게 정몽주의 후손을 벼슬에 등용시킬 것을 건의하였으며, 홍수와 흉년이 들었을 때에는 세금을 덜게 할 것을 부탁하여 백성들로부터 존경을 받았다. 1570년(선조 3년) 영중추부사로 전임되고 영경연을 겸임하였다.

#### 이이와의 갈등
한편 이준경은 명종 말엽~선조 즉위 초를 전후하여 파벌, 붕당을 조장하는 이들이 있다고 여러번 지적했고 그 중심의 인물로 이이, 심의겸 등을 지목했다. 선조 즉위 초 신진 사류의 한사람인 이이의 거침없는 발언과 비판에 염증을 느낀 사람 중에는 이준경도 있었다. 원로대신들 중 허엽과 이준경 등은 율곡을 예절과 근본도 모르는 인간이라고 분을 터뜨렸다.
이준경의 친구 중에는 백인걸이 있었다. 율곡 이이의 솔직함과 냉정함에 화가 난 이준경은 백인걸을 찾아가 항의를 한 일도 있다. 한번은 이준경이 백인걸을 찾아와 "자네가 추천한 이 아무개라는 인간이 왜 그 모양인가?" 하고 드러내놓고 역정을 내기도 했다. 그러나 그의 이 발언이 이이의 귀에 들어가면서 이이는 이준경을 상당히 안좋게 생각했고, 그 역시 이이의 인격을 의심하였다.
이준경은 1572년 병으로 임종하기 직전에 사림들이 당을 나누어서 싸우게 될 것을 예견하였다. 그리고 당쟁의 중심인물로 이이를 지목하였다. 화가 난 이이는 이준경이 자신을 모함하는 것이라며 반박하였다. 이이는 붕당정치를 무조건 비판할 것이 아니며, 사람은 각자 사상이 다를 수 있다고 반박했다. 이이에 의하면 붕당은 국가정치를 문란하게 하는 무리가 아니라 뜻이 맞는 이들끼리의 모임이라고 반박했다. 그는 소인이 무리를 이루듯, 뜻을 같이 하는 군자들끼리 집단을 이루는 것은 당연하다고 보았다. 또한 상대방 정당이라고 해서 전부 소인배들만 있는 것은 아니라고 지적했다. 이준경이 당쟁을 예견하는 글을 쓰자 이이는 이준경을 향해, 죽음에 이르러 그 말이 사악하다며 강도 높게 비난했다.
사사로운 붕당을 깨뜨려야 합니다. 신이 보건대 오늘날 사람들은 간혹 잘못된 행실이나 법에 어긋난 일이 없는 사람이 있더라도 말 한마디가 자기 뜻에 맞지 않으면 배척하여 용납하지 않으며, (반대로) 행검(行檢)을 유의하지 않고 독서에 힘을 쓰지 않더라도 고담준론으로 붕당을 맺은 자에 대해서는 고상한 풍치가 있다고 여겨 마침내 허위풍조를 빚어내고 말았습니다. 군자는 모두 조정에서 집정하게 하여 의심하지 마시고 소인은 내버려두어 자기들끼리 어울리게 해야 하니 지금은 곧 전하께서 공정하게 듣고 두루 살펴서 이 폐단을 힘써 없앨 때입니다. 그렇게 하지 않으면 끝내는 반드시 국가의 구제하기 어려운 걱정거리가 될 것입니다.

그러나 일부 사림 인사들은 율곡 이이의 종조부 이기가 이준경과 원수였던 것과, 율곡 이이의 관료생활 초반 그의 솔직함을 비판하고 예의 없는 인간으로 몰고간 것에 대한 한풀이로 해석하였다. 뒤늦게 1575년 을해당론으로 동인, 서인 분당이 확실해지자, 이이는 그의 당론을 인정하고 자신의 실책을 인정하였다. 그러나 후에 이이는 자신의 저서 석담일기에서 이준경을 가리켜 '임금을 도로서 인도하지 못하고 오직 자기만 잘난 척 하면서 사람을 받아들이는 도량이 없었다'는 평을 남겼다.

### 사후
1572년(선조 5년) 죽기 직전 붕당의 폐단이 나라의 혼란이 되리라는 유언과 경영에 관하여 4가지 조목으로 된 유소(遺疏)를 올리고 죽었다. 그중 붕당이 형성되는 것을 방지하지 않으면 앞으로 국가가 난국에 빠질 것이라는 내용은 많은 파문을 일으켜 이이·유성룡 등 신진 사류들은 이를 격렬히 부정하면서 붕당의 존재 자체를 부정했으나 이 예언은 몇 년 후 동서분당으로 현실화되었다. 그가 선조 즉위 시 했던 발언 역시 문제시되기도 하였다.
처음에는 이이, 류성룡 등의 공격을 받았고 이후에도 계속 이이의 공격을 받았으나, 류성룡 등이 그를 변호하여 처벌을 면한다. 그 뒤 사후 4년만에 붕당이 출현하자 이이도 생각을 바꾸게 된다. 후일 충정(忠正)의 시호가 내려졌다. 1591년(선조 24) 종계변무가 성사되자 학봉은 광국원종공신 1등에 특별히 추서되었다.
《이준경선생묘》는 경기도 양평군 양서면 목왕리에 있다. 부인과 함께 장사지낸 합장묘이며, 긴 돌을 이용하여 봉분 아랫부분을 둘렀다. 묘 앞에는 묘비·상석·향로석이 있으며, 상석 앞에는 장명등(長明燈:무덤 앞에 세우는 돌로 만든 등)이 있고, 좌우에는 멀리서도 무덤이 있음을 알려주는 망주석·문인석이 1쌍씩 배치되어 있다. 묘비는 근래에 세운 것인데, 원래의 비문은 노수신이 지어 선조 18년(1585)에 세운 것으로 마모가 심해 현재는 수원대학교 박물관으로 옮겨서 보관하고 있다. 1987년 2월 12일 경기도의 기념물 제96호로 지정되었다.
선조 묘정에 종사되고, 청안(淸安)의 구계서원(龜溪書院) 등에 배향되었다.

## 저서
- 동고유고 (東皐遺稿)
- 조선풍속 (朝鮮風俗)

## 가족 관계
- 할아버지 : 이세좌(李世佐)
  - 아버지 : 이수정(李守貞, 1477 ~ 1504)
  - 어머니 : 신승연(申承演)의 딸
    - 형님 : 이윤경(李潤慶, 1498 ~ ?)

  - 부인 : 김양진(金楊震)의 딸
    - 아들 : 이예열(李禮悅)
    - 자부 : 장언방의 딸
      - 양손자 : 이사수(李士修) - 생부 : 이계열

    - 아들 : 이선열(李善悅) - 요절
    - 아들 : 이덕열(李德悅, 1534 ~ 1599)
    - 자부 : 청풍 김씨
      - 손자 : 이사영(李士潁)

    - 딸 : 광주이씨
    - 사위 : 평창 이씨 이옥(李沃, 1537 ~ ?)[7]
    - 서자 : 이름 미상

## 기타
영의정 재임 시절 아들이 홍문관 관리 후보로 올라오자 "내 아들이라서 누구보다 실력이 모자라다는 것을 잘 안다"며 명단에서 빼버린 일화가 있다. 아들 이덕열의 이름이 홍문록(弘文錄)에 올라가자 이준경은 이것을 보고 "내 자식은 여기에 들 만한 자격이 못 된다."고 하고는 그 이름을 삭제해버렸다. 이는 도곡(陶谷) 이의현(李宜顯)의 도곡집 23권과 동고유고 동고선생행장에 수록되었다.  아들 이덕열은 남원(南原)에 살던 그의 사촌형제 이유경(李有慶)의 양자로 보냈다. 이덕열의 아들이 이사성으로 뒷날 허균의 사위가 된다.
죽기 직전에 붕당의 출현과, 당쟁으로 나라가 망할 것이라 예언하여 화제가 되었다. 임종 전에 당쟁을 예견했다가 이이의 비판을 받았다. 후일 당쟁 예언이 사실로 나타나자 율곡 이이가 크게 부끄러워하였다. 이때 류성룡 등이 이준경을 옹호하였다. 훗날 영남 유림들 또한 심통원와도 개인적으로 사이가 좋지 않았는데, 이는 동인과 남인이 그를 추종, 추앙하는 하나의 이유가 되었다.

## 같이 보기
| - 조광조 - 을사사화 - 안당 - 이이 - 이황 - 이연경 - 노수신 - 서경덕 - 윤원형 - 윤원로 - 이광식 - 이인좌 - 이인좌의 난 - 이연경 - 백인걸 - 조광조 - 남곤 - 김종직 | - 기묘사화 - 갑자사화 - 을묘왜변 - 폐비 윤씨 - 길재 - 김굉필 - 김숙자 - 김안로 - 연산군 - 서경덕 - 성혼 - 윤임 - 이언적 - 이이 - 이기 - 정여창 - 조식 - 허엽 | - 당쟁 - 윤원형 - 이인손 - 이극감 - 이극돈 - 이중경 - 이항복 - 권율 - 유성룡 - 박승임 - 기대항 - 박순 |

## 참고 문헌
- 중종실록
- 명종실록
- 대동야승
- 국조보감
- 이 문서에는 다음커뮤니케이션(현 카카오)에서 GFDL 또는 CC-SA 라이선스로 배포한 글로벌 세계대백과사전의 내용을 기초로 작성된 글이 포함되어 있습니다.

| 전임 김수동 | 조선의 섭정 1568년 2월 ~ 1568년 3월 | 후임 박승종 |